# Thập Quốc Xuân Thu
Thập Quốc Xuân Thu (giản thể: 十国春秋; phồn thể: 十國春秋) là một sách sử theo thể kỷ truyện do Ngô Nhâm Thần (吳任臣) thời nhà Thanh biên soạn. Bộ sách có tổng cộng 114 quyển Bộ sách hoàn thành vào năm Khang Hi thứ 8 (1669)
Thập Quốc Xuân Thu kể về các hành động của quân chủ mười nước thời Ngũ Đại Thập Quốc trong lịch sử Trung Quốc, thu thập từ các tạp sử, dã sử, địa chí, bút ký và các tư liệu văn hiến khác từ thời Ngũ Đại và Lưỡng Tống. Nội dung bao gồm 14 quyển về nước Ngô, 20 quyển về nước Nam Đường, 13 quyển về nước Tiền Thục, 10 quyển về nước Hậu Thục, 9 quyển về nước Nam Hán, 10 quyển về nước Sở, 13 quyển về nước Ngô Việt, 10 quyển về nước Mân, 4 quyển về nước Kinh Nam, 5 quyển về nước Bắc Hán, Thập Quốc kỉ nguyên biểu (1 quyển), Thập Quốc thế hệ biểu (1 quyển), Thập Quốc địa lý biểu (2 quyển), Thập Quốc phiên trấn biểu (1 quyển), Thập Quốc bá quan biểu (1 quyển). Hồng Lượng Cát (洪亮吉) trong "Bắc Giang thi thoại" (北江诗话) có viết "Ngô Nhâm Thần soạn "Thập Quốc Xuân Thu", sưu tập rất nhiều".

## Mục lục

### Ngô
Từ quyển 1 đến quyển 14
1. Ngô nhất: Thái Tổ thế gia
2. Ngô nhị: Liệt Tổ thế gia, Cao Tổ thế gia
3. Ngô tam Duệ Đế bản kỉ
4. Ngô tứ: Liệt truyện
Thái Tổ thái phi Sử thị, phu nhân Chu thị, thái hậu Vương thị
Duệ Đế Nhượng hoàng hậu Vương thị
Thái Tổ tử- Lâm Xuyên vương Mông, Tân An vương Tầm, Đức Hóa vương Triệt
Cao Tổ tử- Nam Dương vương Phân
Duệ Đế tử- Thái tử Liễn, Giang Hạ vương Lân, Nghi Xuân vương Cầu
Tùng tử- Kiến An vương Củng, Nghi Dương vương Tảo
Thái tử phi- Lý thị
Duệ Đế nữ- Thượng Nhiêu công chúa
5. Ngô ngũ: Liệt truyện
Viên Tập, Cao Úc, Đới Hữu Quy, Lý Thần Phúc, Trương Huấn, Đào Nhã, Lưu Uy, Đài Mông, Lý Ngộ, Lý Giản
6. Ngô ngũ: Liệt truyện
Sài Tái Dụng, Tần Bùi, Lưu Toàn (tử Nhân Quy), Lý Hữu, Lý Hậu, Lưu Tồn (Trần Tri Tân), Lã Kha, Cổ Lệnh Uy, Cù Chương, Cổ Công Đạc, Lý Đào, Viên Trinh, Đình Chuẩn, Chu Ẩn
7. Ngô thất: Liệt truyện
Lưu Tín, Lã Sư Tạo, Vương Oản, Vương Mậu Chương, Mễ Chí Thành, Miêu Lân, Chu Bổn, Lý Đức Thành, Vương An, Vương Du
8. Ngô bát: Liệt truyện
Phùng Hoằng Đạc，Chu Cấn, Lý Thừa Tự (tử Thiện), Bành Ngạn Chương, Lý Nghiễm, Triệu Khuông Ngưng, Chuông Khuông Thời, Lôi Ngạn Cung, Đàm Oàn Bá
9. Ngô cửu: Liệt truyện
Vương Nhẫm, Cốt Ngôn, Trần Hựu, Trần Thiệu, Phương Tùng Huấn, Tưởng Diên Huy, Vương Đàn, Trương Sùng, Trương Tuyên, Thôi Thái Sơ, Tào Quân, Lý Đới, Lô Trạch, Dương Điều, Từ Thiện, Lô Bình, Dương Ngạn Bá, Cổ Đàm
10. Ngô thập: Liệt truyện
Thượng Công Tù, Hoàng Nột, Nghiêm Khả Cầu, Lạc Tri Tường, Trần Ngạn Khiêm, Lô Xu, Vương Tiềm, Dương Đình Thức, Từ Dung, Uông Đài Phù, Giang Mộng Tôn, Chung Thái Chương, Trạch Kiền, Vi Kiến, Cao Thẩm Tư, Lý Chương, Vương Lệnh Mưu
11. Ngô thập nhất: Liệt truyện
Đỗ Tuân Hạc, Ân Văn Khuê, Dương Quỳ, Thẩm Văn Xương, Thẩm Nhan, Từ Diên Hưu, Du Cung, Vương Chấn, Tín Đô Hạo, Chu Tầm (Chu Diên Hi), Trương Dực, Uông Thiểu Vi, Chi Tiển, Hề Siêu (Hoài Nam Họa Công)
12. Ngô thập nhị: Liệt truyện
Tảm Đàn ngư giả, Trương quân sư, Tiễn Lượng, Đổng Thiệu Nhan, Lý Công, Liễu Ông, Hoàng Quang đạo nhân, Kiền Châu thiếu niên, Lưu Thông, Thân Tiệm Cao, Chu Diên Thọ thê Vương thị, Trương Huấn thê Mỗ thị
13. Ngô thập tam: Liệt truyện
Điền Quần, An Nhân Nghĩa, Chu Diên Thọ, Trương Hạo
Từ Ôn (tử Tri Huấn, Tri Tuân, Tri Hối, Tri Gián)
14. Ngô thập tứ: Liệt truyện
Tăng Tổ Kiên, Thạch Đầu đại sư, Tăng Lệnh Tuân, Vương Cư Nham, Ngô Pháp Thông, Niếp Sư Đạo, Lưu Đắc Thường, Trần Kim, Trương Vũ, Tuyên Châu quân sĩ

### Nam Đường
Từ quyển 15 đến quyển 34
1. Nam Đường nhất: Liệt Tổ bản kỉ
2. Nam Đường nhị: Nguyên Tông bản kỉ
3. Nam Đường tam: Hậu Chủ bản kỉ
4. Nam Đường tứ: Liệt truyện
Liệt Tổ Thuận phi Vương thị, Nguyên Kính hoàng hậu Tống thị, phu nhân Chủng thị
Nguyên Tông Quang Mục hoàng hậu Chung thị, Ngô quốc đại phu nhân Lăng thị
Hậu Chủ Chiêu Huệ Quốc hậu Chu thị，Kế Quốc hậu Chu thị, bảo nghi Hoàng thị, cung nhân Lưu Châu, Kiều thị (Thu Thủy, Yểu Nương)
5. Nam Đường ngũ: Liệt truyện
Liệt Tổ tử- Sở Định vương Cảnh Thiên, Tấn Văn Thành vương Cảnh Toại, Tề Chiêu Hiến vương Cảnh Đạt, Giang Chiêu Thuận vương Cảnh Địch (tử Quý Thao)
Liệt Tổ tùng tử- Tấn Lăng công Cảnh Mại, Thượng Nhiêu công Cảnh Tốn, Quế Dương công Cảnh Mạc, Bình Dương công Cảnh Dật
Văn Tông tử- Văn Hiến Thái tử Hoằng Ký, Khánh vương Hoằng Mậu,Nam Sở quốc công (tử Trọng Tường, Trọng Du), Giang quốc công Tùng Dật, Ngạc quốc công Tùng Khiêm (tử Trọng Yển), Thiệu Bình quận công Tùng Độ, Văn Dương quận công Tùng Tín
Hậu Chủ tử- Thanh Nguyên quận công Trọng Ngụ (tử Chính Ngôn), Kì Hoài Hiến vương Trọng Tuyên
Hậu chủ tùng tử- Trọng Viễn, Trọng Hưng, Trọng Vĩ, Trọng Khang, Trọng (Khuyết)
Liệt Tổ chư nữ
Nguyên Tông nữ-Thái Ninh công chúa, Phương Nghi
6. Nam Đường lục: Liệt truyện
Từ Tri Chứng, Từ Tri Ngạc, Từ Du, Tống Tề Khâu
7. Nam Đường thất: Liệt truyện
Chu Tông, Lý Kiến Huân, Từ Giới, Mã Nhân Dụ (tử Văn Nghĩa), Điêu Ngạn Năng (tử Khản), Du Giản Ngôn, Đỗ Nghiệp, Tôn Hán Uy, Trương Cư Vịnh, Trương Diên Hàn
8. Nam Đường bát: Liệt truyện
Vương Sùng Văn, Vương Ngạn Trù, Hà Kính Thù, Sài Khắc Hoành, Biên Hạo, Vương Kiến Phong, Lưu Sùng Tuấn, Lưu Ngạn Trinh, Chu Khuông Nghiệp
9. Nam Đường cửu: Liệt truyện
Nghiêm Tục, Thường Mộng Tích, Tưởng Đình Dực, Diêu Cảnh, Trần Khởi, Cổ Sùng, Công Thừa Dung, Vương Trọng Liên
10. Nam Đường thập: Liệt truyện
Lý Kim Toàn, Lô Văn Tiến, Mạnh Kiên, Trương Hối (tử Đức Thành), Lâm Nhân Triệu, Hoàng Phủ Huy (tử Kế Huân), Lý Bình, Chu Nguyên
11. Nam Đường thập nhất: Liệt truyện
Trương Dịch, Tiêu Nghiễm, Trương Nghĩa Phương, Giang Văn Úy, Lý Di Nghiệp, Âu Dương Quảng, Kiều Khuông Thuấn, Trương Tất, Uông Hoán
12. Nam Đường thập nhị: Liệt truyện
Trần Giác, Lý Chinh Cổ, Ngụy Sầm, Phùng Diên Tị, Phùng Diên Lỗ, Tra Văn Huy (tử Nguyên Phương), Chung Mô, Lý Đức Minh
13. Nam Đường thập tam: Liệt truyện
Phan Hựu, Liêu Cư Tốn, Triệu Nhân Trạch, Đoàn Xử Thường, Tôn Thịnh, Lưu Nhân Chiêm, Trương Ngạn Khanh, Lý Diên Trâu, Chu Hoằng tộ, Trần Kiều, Chung Thiến, Qua Ngạn, Liêu Trừng, Trương Hùng, Hồ Tắc, Thân Đồ Lệnh Kiên (Lưu Mậu Trung)
14. Nam Đường thập tứ: Liệt truyện
Hàn Hi Tái，Từ Huyễn, Từ Khải, Cao Việt (huynh tử Viễn), Ân Sùng Nghĩa, Khoái Ngao, Quách Chiêu Khánh, Lô Dĩnh, Chương Liêu
15. Nam Đường thập ngũ: Liệt truyện
Lỗ Sùng Phạm, Mao Bỉnh, Thiệu Chuyết, Hoàng Tái, Chu Tồn, Chu Bật, Thẩm Bân, Sử Hư Bạch, Trần Đào, Trần Huống, Trịnh Nguyên Tố, Liêu Ngưng, Hồng Văn Dụng, Hà Phổ, Tạ Thanh, Lý Nguyên Thanh, Lô Quang, Hứa Quang Đại, Trần Bao, Nhan Hủ, Hứa Quy (tử Địch), Âu Đương Sâm, Chung Ly Quân, Ngô Viện, Niếp thị, Cung thị nhị nữ
16. Nam Đường thập lục: Liệt truyện
Quách Đình Vị, Chu Lệnh Vân, Trần Đại Nhã, Lô Giáng, Ngô Trọng Cử, Lục Chiêu Phù, Phan Thận Tu, Trương Tất, Cung Thận Nghi, Chu Duy Giản, Trương Kịp, Trịnh Ngạn Hoa (tử Văn Thật), Lưu Trừng, Lý Đức Nhu, Lưu Thừa Huân
17. Nam Đường thập thất: Liệt truyện
Tôn Phường, Chu Bân, Hồ Nguyên Quy, Ngũ Kiều, Khang Nhân Kiệt, Dư Thôi, Lưu Đỗng (Hạ Vọng Tùng), Thư Nhã, Trần Nguyên Lượng, Trương Duy Bân, Khâu Húc, La Toánh, Ngô Thục, Trần Bành Niên, Ngụy Vũ, Hồng Khánh Nguyên, Ứng Dụng (Vương Văn Bỉnh), Chu Trừng (Cao Thái Trùng), Đào Thủ Khâu, Cố Hoành Trung, Mai Hành Tư, Tào Trọng Nguyên, Chu Văn Củ, Cố Đức Khiêm, Lệ Chiêu Khánh, Đổng Nguyên, Từ Hi, Giải Xử Trung (Hàn Can), Đổng Vũ, Vệ Hiền (Vương Tề Hàn, Thái Nhuận Trúc, Mộng Tùng)
18. Nam Đường thập bát: Liệt truyện
Bùi Trường Sử, Từ Ấu Văn, Chiêm Mộng Tăng, Ngô Đình Thiệu, Lý Diên Khuê, Ngự Trù, Dương Hoa Phi (Dương Minh Cao), Lý Gia Minh, Vương Cảm Hóa, Lý Quan, Bành Lợi Dụng
19. Nam Đường thập cửu: Liệt truyện
tăng Hưu Phục, tăng Vô Ân, tăng Duyên Đức, Mộc Bình hòa thượng, tăng Ứng Chi, tăng Văn Ích, tăng Thẩm, tăng Tuệ Lãng, tăng Trí Minh, Hành Nhân thiện sư, tăng Thanh Bẩm, tăng Hàng Ngôn, tăng Trí Quân, tăng Văn Toại, tăng Khuông Dật, tăng Thủ Nột, tăng Huyền Tịch, tiểu trưởng lão
20. Nam Đường nhị thập: Liệt truyện
Vương Tê Hà, Trần Doãn Thăng, Sử Thủ Trùng, Đàm Tiễu, Phan Ỷ, Trần Thự, Hứa Kiên, Niếp Thiệu Nguyên, Cảnh tiên sinh, Dương Bảo Tông

### Tiền Thục
Từ quyển 35 đến quyển 47
1. Tiền Thục nhất Cao Tổ bản kỉ thượng
2. Tiền Thục nhị: Cao Tổ bản kỉ hạ
3. Tiền Thục tam: Hậu Chủ bản kỉ
4. Tiền Thục tứ: Liệt truyện
Cao Tổ Thuận Đức hoàng hậu Chu thị，Thuận Thánh Hoàng thái hậu Từ thị, Dực Thánh Hoàng thái phi Từ thị, quý phi Trương thị, phu nhân Tiêu thị
Hậu Chủ Phế hậu Cao thị, hoàng hậu Kim thị, nguyên phi Vi thị, quý phi Tiễn thị, thuận phi Tô thị, chiêu nghi lý thị (Lý Ngọc Tiêu), cung nhân Lưu thị
Cao Tổ tử- Vệ vương Tông Nhân, thứ nhân Nguyên Ưng, Bân vương Tông Lộ, Triệu vương Tông Kỉ, Hàn vương Tông Trí, Tống vương Tông Trạch, Lỗ vương Tông Đỉnh, Ttín vương Tông Kiệt, Tiết vương Tông Bình, Cử vương Tông Đặc
Cao Tổ tùng tử Tông Hối, tộc tử Tông Thọ, Tông Dụ
Hậu Chủ tử- Thừa Thiêu, Thừa Tự
Cao Tổ nữ-Phổ Ninh công chúa
5. Tiền Thục ngũ: Liệt truyện
Vương Tông Cát, Vương Tông Khản (tử Thừa Triệu), Vương Tông Địch, Vương Tông Hàn, Vương Tông Bật, Vương Tông Ảm, Vương Tông Biện, Vương Tông Bổn, Vương Tông Nguyễn, Vương Tông Bá, Vương Tông Trù, Vương Tông Cẩn, Vương Tông Oản, Vương Tông Nho, Vương Tông Hạo, Vương Tông Lãng, Vương Tông Ác, Vương Tông Phạm, Vương Tông Dao, Vương Tông Huấn, Vương Tông Miễn, Vương Tông Ngạc, Vương Tông Quỳ, Vương Tông Duệ, Vương Tông Củ, Vương Tông Hựu, Vương Tông Phần, Vương Tông Tín, Vương Tông Hạ, Vương Tông Thiệu, Vương Tông Hoành, Vương Tông Đạc, Vương Tông Lỗ, Vương Tông Dục, Vương Tông Huân, Vương Tông Yến, Vương Tông Nhuế, Vương Tông Vĩ, Vương Tông Hiến, Vương Tông Nghiễm, Vương Tông Uy, Vương Thừa Kiểm
6. Tiền Thục lục: Liệt truyện
Phùng Quyên, Chu Tường, Vi Trang, Tấn Huy, Lý Sư Thái, Trương Tạo, Kì Mẫu Gián, Trương Kiền Dụ, Trương Lâm, Trương Cật, Chu Đức Quyền, Lý Giản, Sơn Hành Chương
7. Tiền Thục thất: Liệt truyện
Trịnh Húc, Phan Hoàn, Lý Hoành, Trương Cách, Hứa Tịch, Vương Khải, Dữu Truyền Tố, Mao Văn Tích, Mao Văn Yến, Phan Kháng, Phan Tiễu, Dữu Ngưng Tích, Dương Phân
8. Tiền Thục bát: Liệt truyện
Vương Vạn Hoằng, Lý Ngạn Đức, Lưu Tri Tuấn, Tang Hoằng Chí, Trương Đạo Cổ, Trần Tường, Đặng Nguyên Minh, Vương Tiên Thành, Trương Phù, Lý Đạo An, Đậu Ung, Lưu Ẩn Từ, Tưởng Chiếu Cung, Lý Cảnh, Lưu Toản, Thôi Thiện, Trọng Đình Dự, Lý Nhân Biểu, Khương Chí, Vi Tốn, Lưu Đàn, Đỗ Hà, Ôn Nghĩ, Phòng Ngạc, Phí Tông Đào, Vương Phốc, Triệu Hùng Vũ, Vương Ngạc, Lưu Ẩn
9. Tiền Thục cửu: Liệt truyện
Trương Vũ, Vương Huy, Lâm Tư Ngạc, Tiêu Hoài Vũ, Trương Sĩ Kiều, Đoàn Dung, Bồ Vũ Khanh, Lâm Hãn, Lưu Tán, Trương Vân, Lý Quy Trinh, Chu Ngạn Chương, Mã Toàn
10. Tiền Thục thập: Liệt truyện
Hầu Cách, Vương Bảo Hối, Lô Diên Nhượng, Dữu Truyền Xương, Dương Nghĩa Phương, Vương Nhân Dụ, Lý Tuần, Doãn Ngạc, Trương Tân, Ngưu Kiệu, Ngưu Hi Tể, Triệu Nhuy, Trịnh Nghệ, Điêu Quang, Đằng Xương Hữu, Phòng Tùng Chân, Tống Nghệ, Cao Đạo Hưng, Đỗ Nhi Quy
11. Tiền Thục thập nhất: Liệt truyện
Hồ Tú Lâm, Mã Xử Khiêm, Triệu Ôn Khuê, Hà Khuê (tôn Hùng), Triệu Diên Nghệ, Phùng Kiến Quỷ, Hàn Thân, Thạch Tùng, Hoàng Sùng Hỗ, Lý phu nhân
12. Tiền Thục thập nhị: Liệt truyện
Đường Đạo Tập, Từ Dao, Hàn Chiêu, Phan Tại Nghênh, Từ Diên Quỳnh, An Trọng Bá, Nghiêm Tuân Mĩ, Đường Văn Ỷ, Tống Quang Phố, Tống Quang Tự (đệ Quang Bảo), Vương Thừa Hưu
13. Tiền Thục thập tam: Liệt truyện
tăng Chí Quảng, tăng Quán Hưu, tăng Tử Lãng, Tảo Địa hòa thượng, Đoàn Nghĩa Tông, Nhĩ Chu tiên sinh, Đỗ Quang Đình, Thôi Vô Dịch, Dương Huân, Vương Mạo Tiên, Thanh Thành đạo sĩ

### Hậu Thục
Từ quyển 48 đến quyển 57
1. Hậu Thục nhất: Cao Tổ bản kỉ
2. Hậu Thục nhị: Hậu Chủ bản kỉ
3. Hậu Thục tam: Liệt truyện
Cao Tổ hoàng hậu Lý thị, Thái hậu Lý thị
Hậu Chủ phi Trương thị, Tuệ phi Từ thị
Cao Tổ tử- Nhã vương Nhân Chí, Bành vương Nhân Dụ, Gia vương Nhân Thao
Hậu Chủ tử- Thái tử Huyền Triết, Bao vương Huyền Giác, Toại vương Huyền Bảo
Cao Tổ nữ- Sùng Hoa công chúa
Hậu Chủ nữ- Phượng Nghi công chúa, Loan Quốc công chúa
4. Hậu Thục tứ: Liệt truyện
Triệu Quý Lương, Triệu Đình Ẩn, Lý Nhân Hãn, Trương Nghiệp, Lý Triệu, Hầu Hoằng Thật, Trương Công Đạc, Bàng Phúc Thành, Vũ Chương, Sa Diên Tộ, Phan Nhân Tự, Cao Kính Nhu, Quý Hạo, Lý Quân, Chu Ác, Viên Ngạn Siêu
5. Hậu Thục ngũ: Liệt truyện
Vương Xử Hồi, Vô Chiêu Duệ, Lý Hạo, Từ Quang Phổ, Phạm Nhân Thứ, Âu Dương Hồi
6. Hậu Thục lục: Liệt truyện
Âu Dương Bân, Lý Như Thực, Hà Toản, Cổ Ngạc, Phạm Vũ Xưng, Vô Thủ Tố, Lưu Cảo, Đa Nhạc, Lưu Bảo Nghệ, Lý Khuông Viễn, Vi Hỗ, Vương Quy, Vương Tảo, Lưu Dư, Hà Tùy, Vương Bí, Biện Chấn, Chưởng Duật Tu, Tôn Hán Thiều, Trương Kiền Chiêu, Hà Trọng Kiến, Thạch Phụng Quần, Hầu Ích, Triệu Khuông Tán
7. Hậu Thục thất: Liệt truyện
Hạnh Dần Tốn, Chương Cửu Linh, Lý Khởi, Trần Cập Chi, Điền Thuần, Trương Nguyên, Phạm Văn Thông, Trình Sùng Nhã, Tôn Khâm, Vương Hoàn, Triệu Sùng Phổ, Cao Ngạn Trù
8. Hậu Thục bát: Liệt truyện
Triệu Sùng Thao, Hàn Bảo Trinh, Lý Đình Khuê, Y Thẩm Chinh, Long Cảnh Chiêu, Triệu Thể, Cao Phúng, La Tể, Tôn Giáng Trung, Lý Trù, Lý Tuân Ý, Tào Quang Thật, Toàn Sư Hùng, Thượng Quan Tiến
9. Hậu Thục cửu: Liệt truyện
Vi cốc, Âu Dương Quýnh, Cố Quýnh, Lệnh Hồ Kiệu, Hướng Toản, Cú Trung Chính, Tôn Phùng Cát, Lộc Kiền Ỷ, Diêm Tuyển, Triệu Văn Củng, Vương Trung Phu, Văn Cốc, Dương Cửu Linh, Hà Quang Viễn, Hàn Bảo Thăng, Bồ Kiền Quỹ, Trương Lập, Hoàng Thuyên (tử Cư Bảo, Cư Thái, Cư Thật), Nguyễn Tri Hối, Trương Mai, Bồ Sư Huấn, Cao Tùng Ngộ, Khương Đạo Ẩn, Lý Văn Tài, Thạch Khác Xương, Từ Đức Xương, Cảnh Hoán, Hạ Hầu Diên Hựu, Triệu Trung Nghĩa, Đỗ Kính An
10. Hậu Thục thập: Liệt truyện
Chu Trọng Minh, Hồ Uẩn, Ngu Thao, Dương Thiên Độ, Lương Thủ Trân, An Tư Khiêm, Vương Chiêu Viễn, Triệu Ngạn Thao, tăng Hiểu Vi, tăng Khả Bằng, tăng Nhân Hiển, tăng Đàm Thành, tăng hiểu loan, Đỗ Nhân Kiệt, Dương Tiên Công, Hoàng Vạn Hộ, Thân Thiên Sư, Phùng Quyện, Bành Hiểu, Đinh Nguyên Hòa, Vi Phưởng, Khuất Đột Vô Vi

### Nam Hán
Từ quyển 58 đến quyển 66
1. Nam Hán nhất: Thế Tông thế gia, Cao Tổ bản kỉ
2. Nam Hán nhị: Thương Đế bản kỉ, Trung Tông bản kỉ
3. Nam Hán tam: Hậu Chủ bản kỉ
4. Nam Hán tứ: Liệt truyện
Vũ hoàng hậu Vi thị，Đoàn thị
Cao Tổ hoàng hậu Mã thị, Thái phi Triệu thị
Trung Tông lệ phi Lý thị, Lý thiềm phi
Hậu Chủ quý phi Lý Thị, mĩ nhân Lý Thị (Tố Hinh), Ba Tư nữ, Lô Quỳnh Tiên
Cao Tổ tử- Ung vương Diệu Xu, Khang vương Quy Đồ, Việt vương Hoằng Xương, Tề vương Hoằng Bật, Thiều vương Hoằng Nhã, Trấn vương Hoằng Trạch, Vạn vương Hoằng Thao, Tuần vương Hoằng Cảo, Ân vương Hoằng Vĩ, Cao vương Hoằng Mạc, Đồng vương Hoằng Giản, Ích vương Hoằng Kiến, Biện vương Hoằng Tể, Quý vương Hoằng Đạo, Nghi vương Hoằng Chiếu, Thông vương Hoằng Chính, Định vương Hoằng Ích
Trung Tông tử- Quế vương Tuyền Hưng, Kinh vương Khánh Hưng, Trinh vương Bảo Hưng, Mai vương Sùng Hưng
Hậu Chủ tử- Thủ Tiết, Thủ Chính (Khắc Xương, Quốc Xương), Thủ Tố, Thủ Thông
Tăng Thành công chúa
5. Nam Hán ngũ: Liệt truyện
Triệu Quang Duệ, Dương Động Tiềm, Lý Ân Hành, Nghê Thự, Hà Trạch, Lưu Tuấn, Trần Dụng Chuyết, Vương Định Bảo, Chu Kiệt, Triệu Tổn, Hoàng Tổn
6. Nam Hán lục: Liệt truyện
Tô Chương, Lương Khắc Trinh (Lý Thủ Dung), Trình Bảo, Tôn Đức Uy, Vương Hoành, Lương Tung, Vương Hủ, Trương Doanh, Hà Thiến, Lưu Đàng, Hà Từ, Lý Thư, Trịnh Cao, Hầu Dung, Tiêu Ích, Vương Lần, Tiêu Quy, Tôn Huệ, Đằng Thiệu Anh, Vạn Cảnh Hãn
7. Nam Hán thất: Liệt truyện
Trần Ác, Lô Ưng, Đặng Thân, Lý Dư, Ngô Hoài Ân, Ngô Tuân, Tạ Quán, Giản Văn Hội, Chung Doãn Chương, Lưu Bác Cổ, Tằng Phương, Tạ Kiệt
8. Nam Hán bát: Liệt truyện
Kị Ngạn Uân, Lục Quang Đồ, Thiệu Đình Quyên, Phan Sùng Triệt, Ngũ Ngạn Tang, Lô Chi, Lý Thừa Ác, Quách Sùng Nhạc (Hoàn Kiến Hiểu), Chung Hữu Chương, Tiết Dụng Phi, Vương Khuê, Hoàng Đức Chiêu, Tiêu Thôi, Trác Duy Hưu, Chu Mậu Nguyên, Phùng Nguyên, Lý Đình Củng, Chu Vị, Đường Thừa Dụ, Lạc Sùng Xán, Hồ Vạn Khoảnh, Lâm Sở Tài, Trần Chí Nữ, Mạc Thuyên, Đàm thị nhị nữ, Lao thị
9. Nam Hán cửu: Liệt truyện
Lâm Diên Ngộ, Cung Từng Xu, Hứa Ngạn Chân, Trần Diên Thọ, Lý Thác, Tiết Sùng Dự, Dư Diên Nghiệp, Triệu Thuần Tiết, Trương Ngộ Hiền, Trần Đạo Tường, Quảng Nam tăng, tăng Như Mẫn, tăng Văn Yển, tăng Tử Tường, Hoàng Bộ Tùng, Hoàng Lệ, Cam Điền, Mạc công

### Sở
Từ quyển 67 đến quyển 76
1. Sở nhất: Vũ Mục Vương thế gia
2. Sở nhị: Hành Dương Vương thế gia, Văn Chiêu Vương thế gia
3. Sở tam: Phế Vương thế gia, Cung Hiếu Vương thế gia (đệ Hi Sùng)
4. Sở tứ: Liệt truyện
Lưu Ngôn, Vương Quỳ, Chu Hành Phùng (tử Bảo Quyền)
5. Sở ngũ: Liệt truyện
Vũ Mục Vương Đức phi Viên thị, phu nhân Trần thị, phu nhân Hoa thị
Hành Dương Vương phu nhân Dương thị
Văn Chiêu Vương Thuận Hiền phu nhân Bành thị
Phế Vương phu nhân Mỗ thị
Cung Hiếu Vương phu nhân Uyển thị
Vũ Mục Vương đệ- Tung, Tồn
Vũ Mục Vương tử- Hi Chấn (tử Quang Huệ), Hi Vượng, Hi Cảo, Hi Chiêm, Hi Năng, Hi Quán, Hi Ẩn, Hi Tuyền, Hi Như, Hi Lãng
Văn Chiêu Vương chư tử
Phế Vương chư tử
Cung hiếu Vương tử- Quang Tán
6. Sở lục: Liệt truyện
Trương Cát, Tưởng Huân, Diêu Ngạn Chương, Hứa Đức Huân, Lý Quỳnh, Tần Ngạn Huy, Vương Hoàn, Cao Úc, Lý Đường, Dương Định Chân, Viên Thuyên, Lã Sư Chu, Uyển Mân, Lý Đạc, Hà Trí Ung, Hoàng Tổn, Phan Khởi
7. Sở thất: Liệt truyện
Bành Can, Đường Thế Mân, Lưu Xương Lỗ, Bàng Cự Chiêu, Thác Bạt Hằng, Từ Trọng Nhã, Lưu Kình, Trương Thiểu Địch, Liêu Khuông Đồ (đệ Khuông Tề), Đinh Tư Cận, Đới Yển, Hà Trọng Cử, Lưu Chiêu Vũ, Thạch Văn Đức, Lâm Sùng Hi, Lộ Tuân Mĩ
8. Sở bát: Liệt truyện
Lý Hoằng Cao, Lý Hoằng Tiết, Đặng Ý Văn, Vương Uân, Mạnh Biền, Âu Hoằng Luyện, Ngô Hoằng, Dương Địch, Bành Sư Cảo, Liêu Yển, Lưu Ngạn Thao, Hứa Khả Quỳnh
9. Sở cửu: Liệt truyện
Lý Lệnh, Hầu Nguyên Lượng, Vương Đồng, Thiệu Nhạc, Chu Bảo Quang, Đào Anh, Hoàng Phỉ Cung, Mạnh Tân Vu, Ông Hoành, Liêu Dung, Vương Nguyên, Ngũ Bân, Chu Tuân Độ, Lưu Xương Tự, Hà Cảnh Sơn, Giang Lễ, Đặng Tuân Mĩ, Lý Quan Tượng, Tào Diễn (Tiêu Mỗ, Tốt Trường)
10. Sở thập: Liệt truyện
Phù Ngạn Thông, Hà Kính Chân, Tôn Lãng, Trương Phảng, Trương Văn Biểu, Tăng Cư Độn, Tăng Hồng Đạo, Báo Từ trưởng lão, tăng Hư Trung, Chí Thông thiện sư, Bành Ấu Khiêm, Y Dụng Xương

### Nam Hán
Từ quyển 58 đến quyển 66
1. Nam Hán nhất: Thế Tông thế gia, Cao Tổ bản kỉ
2. Nam Hán nhị: Thương Đế bản kỉ, Trung Tông bản kỉ
3. Nam Hán tam: Hậu Chủ bản kỉ
4. Nam Hán tứ: Liệt truyện
Vũ hoàng hậu Vi thị，Đoàn thị
Cao Tổ hoàng hậu Mã thị, Thái phi Triệu thị
Trung Tông lệ phi Lý thị, Lý thiềm phi
Hậu Chủ quý phi Lý Thị, mĩ nhân Lý Thị (Tố Hinh), Ba Tư nữ, Lô Quỳnh Tiên
Cao Tổ tử- Ung vương Diệu Xu, Khang vương Quy Đồ, Việt vương Hoằng Xương, Tề vương Hoằng Bật, Thiều vương Hoằng Nhã, Trấn vương Hoằng Trạch, Vạn vương Hoằng Thao, Tuần vương Hoằng Cảo, Ân vương Hoằng Vĩ, Cao vương Hoằng Mạc, Đồng vương Hoằng Giản, Ích vương Hoằng Kiến, Biện vương Hoằng Tể, Quý vương Hoằng Đạo, Nghi vương Hoằng Chiếu, Thông vương Hoằng Chính, Định vương Hoằng Ích
Trung Tông tử- Quế vương Tuyền Hưng, Kinh vương Khánh Hưng, Trinh vương Bảo Hưng, Mai vương Sùng Hưng
Hậu Chủ tử- Thủ Tiết, Thủ Chính (Khắc Xương, Quốc Xương), Thủ Tố, Thủ Thông
Tăng Thành công chúa
5. Nam Hán ngũ: Liệt truyện
Triệu Quang Duệ, Dương Đỗng Tiềm, Lý Ân Hành, Nghê Thự, Hà Trạch, Lưu Tuấn, Trần Dụng Chuyết, Vương Định Bảo, Chu Kiệt, Triệu Tổn, Hoàng Tổn
6. Nam Hán lục: Liệt truyện
Tô Chương, Lương Khắc Trinh (Lý Thủ Dung), Trình Bảo, Tôn Đức Uy, Vương Hoành, Lương Tung, Vương Hủ, Trương Doanh, Hà Thiến, Lưu Đàng, Hà Từ, Lý Thư, Trịnh Cao, Hầu Dung, Tiêu Ích, Vương Lần, Tiêu Quy, Tôn Huệ, Đằng Thiệu Anh, Vạn Cảnh Hãn
7. Nam Hán thất: Liệt truyện
Trần Ác, Lô Ưng, Đặng Thân, Lý Dư, Ngô Hoài Ân, Ngô Tuân, Tạ Quán, Giản Văn Hội, Chung Doãn Chương, Lưu Bác Cổ, Tằng Phương, Tạ Kiệt
8. Nam Hán bát: Liệt truyện
Kị Ngạn Uân, Lục Quang Đồ, Thiệu Đình Quyên, Phan Sùng Triệt, Ngũ Ngạn Tang, Lô Chi, Lý Thừa Ác, Quách Sùng Nhạc (Hoàn Kiến Hiểu), Chung Hữu Chương, Tiết Dụng Phi, Vương Khuê, Hoàng Đức Chiêu, Tiêu Thôi, Trác Duy Hưu, Chu Mậu Nguyên, Phùng Nguyên, Lý Đình Củng, Chu Vị, Đường Thừa Dụ, Lạc Sùng Xán, Hồ Vạn Khoảnh, Lâm Sở Tài, Trần Chí Nữ, Mạc Thuyên, Đàm thị nhị nữ, Lao thị
9. Nam Hán cửu: Liệt truyện
Lâm Diên Ngộ, Cung Từng Xu, Hứa Ngạn Chân, Trần Diên Thọ, Lý Thác, Tiết Sùng Dự, Dư Diên Nghiệp, Triệu Thuần Tiết, Trương Ngộ Hiền, Trần Đạo Tường, Quảng Nam tăng, tăng Như Mẫn, tăng Văn Yển, tăng Tử Tường, Hoàng Bộ Tùng, Hoàng Lệ, Cam Điền, Mạc công

### Sở
Từ quyển 67 đến quyển 76
1. Sở nhất: Vũ Mục Vương thế gia
2. Sở nhị: Hành Dương Vương thế gia, Văn Chiêu Vương thế gia
3. Sở tam: Phế Vương thế gia, Cung Hiếu Vương thế gia (đệ Hi Sùng)
4. Sở tứ: Liệt truyện
Lưu Ngôn, Vương Quỳ, Chu Hành Phùng (tử Bảo Quyền)
5. Sở ngũ: Liệt truyện
Vũ Mục Vương Đức phi Viên thị, phu nhân Trần thị, phu nhân Hoa thị
Hành Dương Vương phu nhân Dương thị
Văn Chiêu Vương Thuận Hiền phu nhân Bành thị
Phế Vương phu nhân Mỗ thị
Cung Hiếu Vương phu nhân Uyển thị
Vũ Mục Vương đệ- Tung, Tồn
Vũ Mục Vương tử- Hi Chấn (tử Quang Huệ), Hi Vượng, Hi Cảo, Hi Chiêm, Hi Năng, Hi Quán, Hi Ẩn, Hi Tuyền, Hi Như, Hi Lãng
Văn Chiêu Vương chư tử
Phế Vương chư tử
Cung hiếu Vương tử- Quang Tán
6. Sở lục: Liệt truyện
Trương Cát, Tưởng Huân, Diêu Ngạn Chương, Hứa Đức Huân, Lý Quỳnh, Tần Ngạn Huy, Vương Hoàn, Cao Úc, Lý Đường, Dương Định Chân, Viên Thuyên, Lã Sư Chu, Uyển Mân, Lý Đạc, Hà Trí Ung, Hoàng Tổn, Phan Khởi
7. Sở thất: Liệt truyện
Bành Can, Đường Thế Mân, Lưu Xương Lỗ, Bàng Cự Chiêu, Thác Bạt Hằng, Từ Trọng Nhã, Lưu Kình, Trương Thiểu Địch, Liêu Khuông Đồ (đệ Khuông Tề), Đinh Tư Cận, Đới Yển, Hà Trọng Cử, Lưu Chiêu Vũ, Thạch Văn Đức, Lâm Sùng Hi, Lộ Tuân Mĩ
8. Sở bát: Liệt truyện
Lý Hoằng Cao, Lý Hoằng Tiết, Đặng Ý Văn, Vương Uân, Mạnh Biền, Âu Hoằng Luyện, Ngô Hoằng, Dương Địch, Bành Sư Cảo, Liêu Yển, Lưu Ngạn Thao, Hứa Khả Quỳnh
9. Sở cửu: Liệt truyện
Lý Lệnh, Hầu Nguyên Lượng, Vương Đồng, Thiệu Nhạc, Chu Bảo Quang, Đào Anh, Hoàng Phỉ Cung, Mạnh Tân Vu, Ông Hoành, Liêu Dung, Vương Nguyên, Ngũ Bân, Chu Tuân Độ, Lưu Xương Tự, Hà Cảnh Sơn, Giang Lễ, Đặng Tuân Mĩ, Lý Quan Tượng, Tào Diễn (Tiêu Mỗ, Tốt Trường)
10. Sở thập: Liệt truyện
Phù Ngạn Thông, Hà Kính Chân, Tôn Lãng, Trương Phảng, Trương Văn Biểu, Tăng Cư Độn, Tăng Hồng Đạo, Báo Từ trưởng lão, tăng Hư Trung, Chí Thông thiện sư, Bành Ấu Khiêm, Y Dụng Xương

### Ngô Việt
Từ quyển 77 đến quyển 89
1. Ngô Việt nhất: Vũ Túc Vương thế gia thượng
2. Ngô Việt nhị: Vũ Túc Vương thế gia hạ
3. Ngô Việt tam: 文Văn Mục Vương thế gia
4. Ngô Việt tứ: Trung Hiến Vương thế gia, Trung Tốn Vương thế gia
5. Ngô Việt ngũ: Trung Ý Vương thế gia thượng
6. Ngô Việt lục: Trung Ý Vương thế gia hạ
7. Ngô Việt thất: Liệt truyện
Triệu quốc Thái Huyền thái phu nhân Thủy Khâu thị
Vũ Túc Vương- Trang Mục phu nhân Ngô thị, Chiêu Ý phu nhân Trần thị
Văn Mục Vương- Cung Mục phu nhân Mã thị, Cung Ý phu nhân Ngô thị, Nhân Huệ phu nhân Hứa thị
Trung Hiến Vương phu nhân Đỗ thị, nguyên phi Ngưỡng thị
Trung Ý Vương phi Tôn thị (Phụ Du thị, Hoàng thị)
Vũ Túc Vương đệ- Phiêu, Đạc, Sở quốc công Hoa
Tùng đệ- Dật, Cầu
Vũ Túc Vương tử- Ninh quốc công Nguyên Ki, Vân quốc công Truyền Anh, Kim Hoa quận vương Nguyên Ý, Quảng Lăng quận vương nguyên Liêu (tử Văn Phụng, Văn Bỉnh), Dư Diêu hầu Truyền (Vương Cù) (tử Nhân Tuấn), Đại Bành hầu Truyền Cầu, Phù Nam hầu Nguyên Tuật, Hoài Âm hầu Nguyên Hướng, Tân An hầu Truyền Tục, Tráp quốc công Truyền Cảnh, Ngô Hưng hầu Nguyên Lâm, Ninh Minh vương Nguyên Hội, Nguyên Bật
Văn Mục Vương tử- Hiếu Hiến thế tử hoằng Tổn, Quỳnh Sơn hầu Hoằng Soạn, hoằng Huyên, Ngô Hưng quận vương Hoằng Trảm, Hoằng Ức, Bành Thành hầu Hoằng Nghi, Hoằng Ác, Hoằng Ngưỡng, Nghiễm
Trung Hiến Vương tử- Phú Thủy hầu Dục, Tây Bình hầu Úc
Trung Tốn Vương tử- Côn, Dịch
Trung Ý vương tử- thế tử Duy Tuấn, Bành Thành quận vương Duy Trị, Anh quốc công Duy Diễn, Duy Tể
8. Ngô Việt bát: Liệt truyện
La Ẩn, Cố Toàn Vũ, Đỗ Lăng, Thành Cập, Mã Xước, Nguyễn Kết, Đỗ Kiến Huy, Bảo Quân Phúc, Tào Khuê, Đồ Côi Trí
9. Ngô Việt cửu: Liệt truyện
Cao Ngạn (tử Vị), Chu Hành Tiên, Hoàng Thịnh, Tư Mã Phúc, Tôn Diễm, Ngô Kính Trung, Đằng Ngạn Hưu, Ngô Công Ứớc, Chương Lỗ Phong, Nhiêu Cảnh, Tiết Cư Chính, Tạ Ngạc, Chung Khuông Phạm, Trần Trưởng Quan, Đồng Quần, Chung Đình Hàn, Dương Nham, Hứa Tuấn, Tôn Trắc, Văn Nhân Ngưng, Trương Viện, Lưu Phủ, Tưởng Huân, Vương Canh, Thẩm Hạ, Thẩm Hành Tư
10. Ngô Việt thập: Liệt truyện
Thẩm Tung, Bì Quang Nghiệp, Tào Trọng Đạt, Lâm Đỉnh, Ngưỡng Nhân Thuyên, Lục Nhân Chương, Chương Đức An, Quách Sư Tùng, Đường Nhân Cung, Thủy Khâu Chiêu Quyện, Tiết Ôn
11. Ngô Việt thập nhất: Liệt truyện
Nguyên Đức Chiêu, Ngô Trình, Bùi Kiên, Thẩm Hổ Tử, Bảo Tu Nhượng, Tào Cảo, Thẩm Thao Văn, Lục Siêu, Đỗ Thúc Chiêm, Lưu Ngạn Sâm, Du Công Bạch, Thịnh Dự, Lâm Khắc Dĩ, Tư Mã Cầu, Tôn Hiển Trung, Hoàng Di Giản, Thẩm Thừa Lễ, Tôn Thừa Hữu, Thôi Nhân Ký, Dư Vạn Khoảnh, Giang Cảnh Phòng, Lục Tông Ỷ
12. Ngô Việt thập nhị: Liệt truyện
Ngô Nhân Bích, Phương Hạo, Tôn Thai, Thạch Diên Hàn, Tống Vinh, Nghiêm Vĩnh, Phạm Tán Thời, Mao Thắng, Diệp Giản, Lý Hàm, Chu Cảnh Hoàn, Cố Quy, Mục Y, Dụ Hạo, Từ Oản, Trần Tuân, Trần Chương, Cao Lễ, Hồ Tiến Tư
13. Ngô Việt thập tam: Liệt truyện
tăng Văn Hỉ, tăng Vô Tác, tăng Chiêu, tăng Ấu Chương, tăng Tự Tân, tăng Toàn Phó, tăng Đạo Phô, tăng Linh Chiếu, tăng Đạo Thiều, tăng Hàng Tu, tăng Nghĩa Tịch, tăng Diên Thọ, tăng Tán Ninh, tăng Nghi Yến, tăng Di Hồng, tăng Thanh Tủng, tăng Khế Doanh, tăng Đạo Tiềm, tăng Hi Biện, tăng Chí Phùng, tăng Nguyện Tề, thích Nham, tăng Đức Luân, tăng Vị Chinh, Tiễn Lãng, Lô Khâu Phương Viễn (Hạc Y đạo nhân), Hàn Tất (Ngô Tùng), Trương Khế Chân, Kị Tề Vật, Chu Tiêu Ngoại

### Mân
Từ quyển 90 đến quyển 99
1. Mân nhất: Tư không thế gia, Thái Tổ thế gia
2. Mân nhị: Tự Vương thế gia, Huệ Tông bản kỉ, Khang Tông bản kỉ
3. Mân tam: Cảnh Tông bản kỉ, Thiên Đức Đế bản kỉ
4. Mân tứ: Liệt truyện
Lưu Tùng Hiệu, Trần Hồng Tiến (tử Văn Hiển, Văn Hạo, Văn Nghĩ, Văn Húc, Trần Ứng Công, Trần Tề Cốt, Trần Nhân Bích, Lưu Xương Ngôn, Từ Hi, Từ Xương tự phụ)
5. Mân ngũ: Liệt truyện
Tần quốc thái phu nhân Đổng thị
Thái Tổ- hậu Nhâm thị, Long Khải thái hậu Hoàng thị
Tự Vương- phu nhân thôi thị
Huệ Tông- hậu Lưu thị, kế hậu Kim thị, hậu trần thị
Khang Tông- nguyên phi Lý thị, hậu Lý thị
Cảnh Tông- hậu Lý thị, hiền phi Thượng thị
Thiên Đức- hoàng hậu Trương thị
Vũ Túc vương Thẩm Quê (tử Diên Bân, Diên Mĩ, Diên Vũ, Tôn Kế Sùng, Kế Huân)
Thái Tổ tùng đệ- Ngạn Phục, Tưởng
Thái Tổ tử- Diên Hỉ, Diên Vũ, Diên Vọng, Diên Tông (tử Kế Nghiệp)
Tùng tử Diên Hưng (Diên Hồng, Diên Phong, Diên Hưu Phụ)
Tộc tử Diên Tự
Huệ Tông tử- Kế Thao, Kế Dung, Lâm Hải quận vương Kế Cung, Kiến vương Kế Nghiêm
Tùng tử Nhân Đạt
Cảnh Tông tử- Mân vương Á Trừng
Tùng tử- Kế Nhu, Kế Long
Thiên Đức Đế tử- Kế Nghi
Tùng tử Kế Xương, Kế Thành
Thái Tổ nữ- Mỗ quận chúa
6. Mân lục: Liệt truyện
Hàn Ác, Thôi Đạo Dung, Dương Nghi Phong, Trần Kiệu, Hoàng Thao, Từ Dần, Ông Thừa Tán, Trương Mục (tử Vũ), Mạnh Uy, Lưu Sơn Phủ, Trịnh Lương Sĩ, Chương Tử Quân, Trần Sư Tiên, Trâu Khánh, Ngu Hùng, Trần Bá Tiên, Ngũ Xương Thời (tử Đức Phổ), Vương Định Giản, Trình Uân, Thái Nghiễm, Hoàng Tử Lăng, Lý Bá, Trâu Dũng Phu
7. Mân thất: Liệt truyện
Hoàng Phúng, Lâm Tỉnh Trâu, Diệp Kiều, Trịnh Nguyên Bật, Vương Đàm, Hoàng Tuấn, Trần Quang Dật, Phan Thừa Hựu, Trạm Ôn, Đổng Tư An (Vương Trung Thuận), Lâm Nhân Hàn, Lưu Quỳnh, Nhan Nhân Úc, Cổ Úc, Phương Nhân Nhạc, Trần Hồng Tể, Lâm Quỹ
8. Mân bát: Liệt truyện
Vương Nhân Hội, Dương Đình Thức, Ông Cáo, Hoàng Nhạc, Lô Hạo (Lâm Giáp), Lý Sùng Lễ, Tiêu Khổng Trùng, Liêm Nhược, Liễu Sùng, Lưu Ất, Chiêm Đôn Nhân (tử Bội), Trần Lai, Trần Úc, Giang Vi, Trần Trí Ung, Lý Tương, Lâm An, Trần Dần, Thạch thị nhị nữ, Luyện Huề, Trịnh thị, Tạ thị
9. Mân cửu: Liệt truyện
Trần Hiện, Tiết Văn Kiệt, Trần Diệm, Lâm Hưng, Thái Thủ Mông, Trần Khuông Phạm, Hoàng Thiệu Pha, Dư Đình Anh, Lý Nhân Ngộ, Dương Tư Cung, Vương Diên Bẩm, Lý Phỏng, Chu Văn Tiến (Liên Trọng Ngộ), Lý Nhân Đạt, Trác Nham Minh
10. Mân thập: Liệt truyện
tăng Trí Quảng, tăng Văn Cự, tăng Nghĩa Tồn, Thượng Lam hòa thượng, tăng Bị, tăng Tuệ Cầu, tăng Đạo Hi, tăng Nghĩa Thu, Mộng Bút hòa thượng, tăng Thần Yến, tăng Trí Hàm, Tăng Huyền Nạp, tăng Văn Siêu, tăng Văn Triển, tăng Sư Giải, tăng Đạo Nhàn, tăng Tuệ Lăng, tăng Nghĩa Anh, tăng Tùng Triển, tăng Tảo Quang, tăng Tùng Doãn, tăng Huyền Ứng, Kiến Châu tăng, tăng Hàng Vân, Trần Thủ Nguyên (Tĩnh Gia), Đàm Tử Tiêu, Ngô Ông, Ngu Cao, Lâm Nguyện nữ

### Kinh Nam
Từ quyển 100 đến quyển 103
1. Kinh Nam nhất: Vũ Tín Vương thế gia
2. Kinh Nam nhị: Văn Hiến Vương thế gia, Trinh Ý Vương thế gia, thị trung Bảo Úc thế gia, thị trung Kế Xung thế gia
3. Kinh Nam tam:Liệt truyện
Vũ Tín Vương- phu nhân trương thị
Vũ Tín Vương tử- Tùng Hủ, Tùng Sân, Tùng Nhượng, Tùng Khiêm
Tùng tử- Tùng Tự, Tùng Nghĩa
Văn Hiến Vương tử- Bảo Huân, Bảo Chính, Bảo Thân, Bảo Dần, Bảo Tự, Bảo Tiết, Bảo Huấn, Bảo Hành, Bảo Ưng
Trinh Ý Vương tử- Kế Sung
Vũ Tín Vương ngũ nữ
Vương Bảo Nghĩa, tư không Huân, Nghê Khả Phúc, Bảo Đường, Lương Chấn, Tôn Quang Hiến
4. Kinh Nam tứ: Liệt truyện
Lý Tái Nhân, Nghê Tùng Tiến, Vương Trinh Phạm, Vương Huệ Phạm (đệ Diên Phạm), Khang Trương, Ngụy Lân, Vương Chiêu Tể, Vương Sùng Phạm, Lý Cảnh Uy, Lương Diên Tự, Ôn Khắc Tu, Vương Xử Sĩ, tăng Tề Dĩ, tăng Văn Liễu, Kinh Nam tăng, Kinh Nam tiên nữ

### Bắc Hán
Từ quyển 104 đến quyển 108
1. Bắc Hán nhất: Thế Tổ bản kỉ
2. Bắc Hán nhị: Duệ Tông bản kỉ, Thiếu Chủ bản kỉ, Anh Vũ Đế bản kỉ
3. Bắc Hán tam: Liệt truyện
Duệ Tông hậu Quách thị, Quách Cơ
Anh Vũ Đế- hậu Đoàn thị
Thế Tổ tử- Hạo, Kĩ, Tích, Khải, Tiển
Thế Tổ tôn- Bành Thành quận vương Kế Văn, Kế Khâm, Định vương Kế Ngung, Lưu Kế Nghiệp, Lưu Kế Trung
4. Bắc Hán tứ: Liệt truyện
Lý Tương, Trịnh Củng, Triệu Hoa, Lý Quang Mĩ, Lý Tồn Côi, Trương Nguyên Huy, Bạch Tùng Huy, Vương Đắc Trung, Đoàn Thường, Vệ Dung, Lô Tán, Úy Tiến, Hác Quý Siêu (Hác Duy Khánh), Trương Sùng Huấn (Trịnh Tiến, Vệ Trù), Cao Trọng Hi, Trương Chiêu Mẫn, Mã Phong, Lô Tuấn
5. Bắc Hán ngũ: Liệt truyện
Mã Trung Túc, Triệu Hoằng, Lý Uẩn, Dương Mộng Thân, Vương Bảo Hành, Vương Cảnh Tuyệt, Quách Vô Vi, Hầu Bá Vinh, Phạm Siêu, Lý Quân

### Biểu
Từ quyển 109 đến quyển 114
1. Thập Quốc kỉ nguyên biểu
2. Thập Quốc thế hệ biểu
3. Thập Quốc địa lý biểu thượng
4. Thập Quốc địa lý biểu hạ
5. Thập Quốc phiên trấn biểu
6. Thập Quốc bá quan biểu